# گودزیلا ۱۹۸۵
گودزیلا ۱۹۸۵ (به انگلیسی: Godzilla 1985) فیلمی است در ژانر علمی-تخیلی که در سال ۱۹۸۵ ساخته شد. این فیلم در واقع تدوین دوباره نسخه ژاپنی فیلم بازگشت گودزیلا برای انتشار در آمریکا است. علاوه بر تدوین دوباره، این فیلم یکی از برجسته‌ترین فیلم‌های کمپانی نیو وورد پیکچرز است.
هر دو ورژن آمریکایی (نیو وورد پیکچرز) و ژاپنی (توهو) دنباله فیلم گودزیلا هستند، اگرچه نسخه ژاپنی دنباله فیلم گودزیلا (۱۹۵۴) است در حالیکه نسخه آمریکایی دنباله فیلم گودزیلا، پادشاه هیولاها! است و با بازیگری ریموند بر. در این فیلم از همان تکنکیک‌هایی برای ویرایش فیلم بازگشت گودزیلا استفاده شده است که در فیلم گودزیلا، پادشاه هیولاها! برای ویرایش فیلم گودزیلا (۱۹۵۴) استفاده شده بود.